# Nacharar
Nacharar (ormiański նախարար; partyjski naxvadār, "posiadacz pierworództwa") – najwyższy tytuł dziedziczny starożytnej oraz średniowiecznej szlachty ormiańskiej. Pozwalał on na zarządzanie i dzielenie otrzymanej ziemi.
Władca Armenii dzielił swoje państwo pomiędzy główne rody arystokratyczne. Głowy rodu stawały się nacharar, a konkretniej iszchanami - książętami (używano niekiedy tytułów nahapet "wódz rodziny" oraz tanuter "mistrz domu"). Rozdzielali następnie pomiędzy swoimi krewnymi, tworząc kolejnych nacharar.
System ten bywa określany jako feudalny, jednak są różnice między tym systemem a systemem obowiązującym później w zachodniej Europie. Posiadłości ziemskie były faktycznie rządzone przez jedną osobę, ale nie były uznawane jako własność szeroko pojętej rodziny. Tak więc w przypadku bezdzietności majątek nie przechodził na własność kogoś z innej gałęzi rodziny. Dodatkowo fragment majątku nie mógł być przydzielony osobie spoza rodziny bez zgody wszystkich jej członków. Doprowadzało to do endogemiczności rodzin arystokratycznych, w celu zachowania własności w ramach jednego rodu. Warto wspomnieć, że przedchrześcijańskie wierzenia i kultura sprzyjała małżeństwom wewnątrzrodzinnym. 
Każdy nacharar miał obowiązek utrzymać i wyposażyć określoną liczbę i rodzaj oddziałów zbrojnych (jedno i drugie zależało od jego kategorii). W czasie wojny iszchanam zbierał oddziały ze wszystkich podległych mu ziem i stawał się sparapetem - dowódcą wojskowym. Instytucje szkoleniowe oraz sądownictwo były prowadzone przez duchowieństwo, bez udziału arystokracji.
W IV wieku w Armenii, tak samo jak i w Partii, doszło do rozdania specjalnych funkcji między głównych nacharar. Np. mamikonian był sparapetem całej Armenii. Sukcesywnie system ten był osłabiany, a resztki zostały całkowicie zniesione przez bolszewików.